# توم هانون
توم هانون (بالإنجليزية: Tom Hannon)‏ هو لاعب كرة قدم أمريكية أمريكي، ولد في 5 مارس 1955 في ماسيلون في الولايات المتحدة.

## وصلات خارجية
- توم هانون على موقع مرجع كرة القدم المحترفة.كوم (الإنجليزية)